# Сарсенбеков, Ертай Кожахметович
Ертай Кожахметович Сарсенбеков (каз. Ертай Қожахметұлы Сәрсенбеков; род. 9 августа 1951, Панфиловский район, Алма-Атинская область, Казахская ССР) — советский и казахстанский учёный, организатор здравоохранения высшей категории. доктор медицинских наук (1992), профессор (1993). Лауреат двух Государственных премий Республики Казахстана в области науки и техники (2005, 2017).

## Биография
Родился в 1951 году в селе Чижин Панфиловского района Алматинской области.
В 1974 году окончил Алматинский медицинский институт.
С 1974 по 1980 годы — заведующий организационно-методическим отделом Атырауского областного онкологического диспансера.
С 1980 по 1990 годы — работала в Казахском научно-исследовательском институте онкологии.
С 1991 года — научный сотрудник, заведующий научно-организационным отделом, заместитель директора по науке Научного центра урологии.
В настоящее время советник, главный специалист больницы Медицинского центра Управления Делами Президента Республики Казахстан.

## Научные, литературные труды
Основные научные труды посвящены проблемам онкологии и урологии. Всесторонне исследовал бластомогенные и нефротоксические свойства тяжелой нефти, нефтебитумных соединений и нефтепродуктов. Участвовал в разработке научных основ медико-экономических стандартов лечебно-диагностических мер при заболеваниях мочеполовых органов.
Автор 9 монографий, 7 методических разработок и 5 научных изобретений.

## Награды
- 2005 — Государственная премия Республики Казахстан в области науки и техники в составе коллектива авторов за труд «Модель реформирования и совершенствования системы оказания медицинской помощи на основе разработки и внедрения новых высокоэффективных технологий в рыночных условиях»[1][2][3]
- 2017 — Государственная премия Республики Казахстан в области науки и техники имени аль-Фараби в составе коллектива авторов за цикл работ на тему «Научно-обоснованные методы обеспечения активного долголетия».[4][5][6]